# Malgasiki
Malgasiki (Neomixinae) – monotypowa podrodzina ptaków z rodziny chwastówkowatych (Cisticolidae).

## Występowanie
Podrodzina obejmuje leśne gatunki występujące endemicznie na Madagaskarze.

## Morfologia
Długość ciała 10–12 cm, masa ciała 6–9 g.

## Systematyka

### Etymologia
Greckie νεος neos – nowy, dziwny; rodzaj Mixornis Blyth, 1842, gromadniczek.

### Podział systematyczny
Rodzaj Neomixis przeniesiono z rodziny drozdowatych (Turdidae), gdzie zajmował niejasną pozycję taksonomiczną (incertae sedis). W rodzinie chwastówkowatych (Cisticolidae) umieszczono go w pozycji bazalnej w stosunku do pozostałych przedstawicieli rodziny. Do rodzaju należą następujące gatunki:
- Neomixis viridis (Sharpe, 1883) – malgasik zielony
- Neomixis tenella (Hartlaub, 1866) – malgasik szaroszyi
- Neomixis striatigula Sharpe, 1881 – malgasik smugowany